# 真田熊之助
真田熊之助（日语：／ Sanada Kumanosuke，1632年5月—1638年12月11日）為日本江戶時代大名。上野國沼田城的第2代城主。初代藩主真田信吉長男。母為松仙院（信吉正室，酒井忠世女）。異母弟為真田信利。諡號為一陽院。
寬永11年（1634年）11月28日，其父信吉亡故後，翌年的12月5日以4歲之齡繼承成為沼田城主。因為年幼因此以叔父真田信政作為保護人執行政務。可是後來在寬永15年(1638年)11月6日以7歲之齡夭折。無嗣，後其位由叔父信政繼承。